# Devon Werkheiser
Devon Joseph Werkheiser (Atlanta, 8 de marzo de 1991) es un actor y cantante estadounidense conocido por su papel como Ned Bigby en la serie Manual de supervivencia escolar de Ned, de Nickelodeon, ha aparecido en  Shredderman Rules y otras películas de Nickelodeon, ha ganado dos Teen Choice Awards. También se dedica en la actualidad a la música, lanzando varios EP, siendo el último en 2020, con el nombre de Chapter One.

## Biografía
Devon nació en Atlanta, Georgia, y creció en Johns Creek, Georgia. Sus padres lo matricularon en clases de actuación en la Talent Factory, un programa de actuación para niños locales. Luego de lograr hacer un papel menor en We Were Soldiers, Devon y su madre se mudaron a Los Ángeles para perseguir su carrera de actor. Desde su llegada a Hollywood, Devon logró varios programas de televisión y películas, el mayor de ellos, y el que lo llevó a la fama fue el de Ned Bigby en Manual de supervivencia escolar de Ned.
Devon se dedica a la actuación y su carrera musical. Ha participado en dos  películas; "Love at First Hiccup", ahora llamada "The First Time" y "The Prankster", las cuales contarán con su música.
Él también es activo en varias organizaciones benéficas, la más conocida es "Starlight Starbright Children’s Foundation", que ayuda a los niños gravemente enfermos.
Protagonizó la película I Brake For Gringos Guatdefoc (Sundown en Inglés) a Logan Hoagland en 2016.En la actualidad sigue dedicándose a la actuación junto con sus proyecto musicales, a protagonizando la película Santa Girl, además a  participado haciendo cameos en series muy conocidas, recientemente está activo en redes sociales especialmente Instagram o TikTok, continua dando consejos por medio de redes sociales, ahora en su etapa de adulta. En redes sociales expresa buen ánimo y alegría, inclusive dando consejos de salud mental.
Tiene una buena relación con gran parte del elenco del Manual de supervivencia escolar de Ned, especialmente con Lindsey Shaw, Daniel Curtis Lee, Teo Olivares y Carlie Casey. En 2020 se produjo una reunión nostálgica con el elenco de Manual de supervivencia escolar de Ned que fue compartido en redes sociales, en la casa del productor original de la serie Scott Fellows, incrementando las ideas de un posible reboot, que parece no poder realizarse de momento, como el confirmó.

## Carrera musical
Devon firmó con Univefuma pila álbum debut, sin embargo su condición discográfica en MySpace ha cambiado desde entonces, lo que posiblemente indica que ya no está con Universal. Su álbum se describe como una combinación de rock y pop, y contará con él cantando y tocando la guitarra. Devon recibió ayuda al coescribir la letra y música de todas sus canciones, y trabajó con artistas como Tim Myers, Wally Gagel, Eddie Galan, y Charlie Midnight.
En 2008 se dedicó a hacer shows en vivo con vocalistas femeninas como Kristen Marie Hollyin y Britney Christian. También tiene planes para ir en una gira después del lanzamiento del álbum.
Él escribió su canción "The Best Thing", junto con Josh Kelley.
Su primer sencillo salió el 1 de abril de 2010. Es una producción de la banda completa de la canción "If Eyes Could Speak", que apareció en su película "Love at First Hiccup".
El 15 de junio de 2010 se lanzó el video oficial de su reciente sencillo 'If Eyes Could Speak' en su canal de YouTube, que cuenta con la participación de Molly McCook y la grabación de Mikul Photography.
Su segundo sencillo, "Sparks Will Fly, fue lanzado el 29 de julio de 2010 en iTunes.
Sus planes a futuro son el lanzamiento de un nuevo sencillo en el verano de 2010 ("One More Day"), que dará origen al lanzamiento de un EP, y eso dará origen al posible lanzamiento de su primer álbum. Werkheiser ha reunido más de 45 canciones, las cuales no ha decidido si poner algunas en el EP, solo en el álbum, o en ambos.
Ha lanzado múltiples sencillos desde entonces todos publicados por medio de YouTube
En 2020 lanza un EP titulado Chapter One. que fue realizado por medio de una campaña de Indie gogo. Es una continuación de su EP Prologue. Su totalidad de canciones en la actualidad son lanzadas por medio de plataformas de streaming y su canal de YouTube.

## Canciones

### Con versión de estudio
| Título                         | Fuente Original                | Fecha Oficial de Lanzamiento | Notas                                                          |
| ------------------------------ | ------------------------------ | ---------------------------- | -------------------------------------------------------------- |
| Superhero                      | Shredderman Rules DVD          | -                            | Video musical lanzado como extra en el DVD.                    |
| Lonely Girl                    | MySpace Oficial                | -                            | Canción dedicada a su hermana.                                 |
| Standing Tall                  | MySpace Oficial                | -                            | -                                                              |
| 141                            | MySpace Oficial                | -                            | -                                                              |
| Take it All Away               | MySpace Oficial                | -                            | -                                                              |
| California Sun                 | MySpace Oficial                | -                            | -                                                              |
| Like The First Time            | MySpace Oficial                | -                            | -                                                              |
| If Eyes Could Speak (acústica) | MySpace Oficial                | -                            | Parte de la banda sonora de Love at First Hiccup.              |
| So it Goes                     | MySpace Oficial                | -                            | -                                                              |
| You Wear it Well               | MySpace Oficial                | -                            | -                                                              |
| To Do Right                    | MySpace Oficial                | -                            | Parte de la banda sonora de The Prankster.                     |
| What Did I Miss?               | MySpace Oficial                | -                            | -                                                              |
| If Eyes Could Speak            | iTunes                         | 1 de abril de 2010           | Primer sencillo. Video musical lanzado el 15 de julio de 2010. |
| Lucky                          | Cuenta en ReverbNation Oficial | -                            | -                                                              |
| Never Walk Away                | Cuenta en OurStage Oficial     | -                            | Parte de la banda sonora de The Prankster.                     |
| Sparks Will Fly                | iTunes                         | 29 de julio de 2010          | Segundo sencillo.                                              |

### Sin versión de estudio
- "Light Years" - Cantada en varias actuaciones en vivo.
- "Stuck On The Ground" - Cantada en varias actuaciones en vivo.
- "One More Day" antes llamada "Live This Way" - Cantada en un par de actuaciones en vivo.
- "My Own" - YouTube Oficial de Devon.
- "The Best Thing" - YouTube Oficial de Devon.
- "Lost and Found" - YouTube Oficial de Devon.
- "Closer to You" - YouTube Oficial de Devon.
- "Still Christmas" - YouTube Oficial de Devon.

## Filmografía
| Año       | Título                                 | Papel                     | Notas                                                 |
| --------- | -------------------------------------- | ------------------------- | ----------------------------------------------------- |
| 2002      | We Were Soldiers                       | Steve Moore               | Rol secundario.                                       |
| 2003      | Recipe for Disaster                    | Max Korda                 | Película para TV (MGM).                               |
| 2004-2007 | Manual de supervivencia escolar de Ned | Ned Bigby                 | protagonista, serie de TV Nickelodeon                 |
| 2006      | Casper's Scare School                  | Casper/Sombra de Casper   | Voz.                                                  |
| 2007      | Shredderman Rules                      | Nolan Byrd/Shredderman    | Película de TV Nickelodeon                            |
| 2007      | Christmas in Paradise                  | Chris Marino              | Película para TV (Lifetime Television).               |
| 2009      | Three Rivers                           | Bobby                     | Episodio: Code Green.                                 |
| 2009      | Love at First Hiccup                   | Victor                    | Conocida como The First Time (Dinamarca)              |
| 2010      | The Prankster                          | Brad Burris               | Directo a DVD                                         |
| 2010      | Marmaduke                              | Golden Dog/Cocker Spaniel | Voz                                                   |
| 2010      | Memphis Beat                           | Troy                      | Episodio: Baby, Let's Play House.                     |
| 2011      | Greek                                  | Peter Parkes              | Cuarta Temporada.                                     |
| 2011      | Beneath the Darkness                   | Danny                     |                                                       |
| 2011      | Glenn Martin, DDS                      | Corey                     | Episodio: Glenn and the Art of Motorcycle Maintenance |
| 2012      | Leashed                                | Nick Behrle               | Papel principal                                       |
| 2012      | The Wicked                             | Max                       |                                                       |
| 2012      | Criminal Minds                         | Billy Walton              | Episodio: The Wheels On The Bus                       |
| 2012      | Never Fade Away                        | Cassidy Warren            | Papel principal                                       |
| 2013      | Deadly Spa                             | Brett                     | Película para TV                                      |
| 2015      | Bethlehem                              | Danny Talbot              |                                                       |
| 2015      | Bad Sister                             | Jason                     | Papel principal                                       |
| 2016      | I Brake For Gringos                    | Logan Hoagland            | Papel principal                                       |
| 2017      | Where is the money                     | Brad                      | Película                                              |
| 2019      | Santa Girl                             | Sam                       | Papel principal, película                             |
| 2020      | Artificial                             | Asher                     | Elenco principal 10 episodios, serie de TV            |

## Discografía

### EP
- 2013: I Am [10]
- 2015: Here and Now
- 2016: Prologue
- 2020: Chapter One

### Sencillos
- «Stand Up»[10]